# Grides (álbum de Soft Machine)
Grides es un álbum en directo y DVD de la banda inglesa de jazz fusion Soft Machine, editado en 2006.

## Lista de canciones

### CD
1. «Facelift» (Hugh Hopper) – 6:59
2. «Virtually» (Hopper) – 15:34
3. «Out-Bloody-Rageous» (Mike Ratledge) – 8:12
4. «Neo-Caliban Grides» (Elton Dean) – 10:13
5. «Teeth» (Ratledge) – 8:03
6. «Slightly All The Time» (Ratledge) – 10:35
7. «Eamonn Andrews» (Ratledge; Hopper; Wyatt; Dean) – 1:36
8. «Esther's Nose Job» (Ratledge; Hopper; Wyatt; Dean) – 11:22
9. «Slightly All The Time / Noisette» (Ratledge; Hopper; Wyatt; Dean) – 6:43

### DVD
1. «Neo-Caliban Grides» (Dean)
2. «Out-Bloody-Rageous» (Ratledge)
3. «Robert 's vocal improvisation» (Wyatt)
4. «Eamonn Andrews»
5. «All White» (Ratledge)

## Personal
- Mike Ratledge – piano eléctrico, órgano Lowrey
- Elton Dean – saxofón alto, saxello, piano eléctrico
- Hugh Hopper – bajo
- Robert Wyatt – batería, voz